# Montpezat-sous-Bauzon

Montpezat-sous-Bauzon este o comună în departamentul Ardèche din sud-estul Franței. În 1 ianuarie 2022 avea o populație de 756 de locuitori.